# Хикару Накамура
Хикару Накамура (中村光 Nakamura Hikaru) е американски международен гросмайстор по шахмат.

## Биография
Роден е в Хираката, префектура Осака, Япония. Баща му е японец, а майка му е американка. На двегодишна възраст се премества да живее с родителите си в Съединените щати. Започва да играе шахмат на седемгодишна възраст и е трениран от своя пастрок, ФИДЕ майстор и автор на шахматна литература Sunil Weeramantry. След три години, когато е на 10 години и 79 дни, Накамура получава званието шахматен майстор от Федерацията по шахмат на САЩ (USCF), ставайки най-младия американец спечелил шахматно звание и счупил предходния рекорд на Vinay Bhat. През 2003 г. Накамура затвърждава репутацията си на дете-чудо в шахмата, получавайки на възраст от 15 години и 79 дни гросмайсторско звание, чупейки с три месеца рекорда на Боби Фишер за най-млад американец станал гросмайстор, постижение единствено подобрено от Фабиано Каруана.
Накамура е основно смятан за агресивен играч, който няма желание за бързи ремита, споменавайки веднъж в интервю, че „няма смисъл да правиш ремита“.. Той предпочита да използва всички предстоящи печеливши шансове, което му дава стил на игра, описван от Американската шахматна федерация като „удивителна изобретателност... неотстъпчива решителност... правейки неочаквани ходове и с воля за победа“.
На 20 юни 2005 г., Накамура е избран за 19-ия Frank Samford Chess Fellow, получавайки официално 32 000 долара за развитие на шахматното си образование.
Той е описван, като имащ необичаен ентусиазъм за шахмат и много по-отзивчив от другите играчи с неговите способности. Например, след като спечелва първенството по шахмат на САЩ, изиграва множество едноминутни партии с всички новодошли във фоайето на хотела, където е проведено състезанието.
Накамура е също много опитен в блиц шахмата и е описван като „вероятно най-добрия блиц играч в Америка“ и „един от най-добрите блиц играчи в света“ Дори в партии, където разполага само с минута или две, за да изиграе ходовете си, Накамура демонстрира способност да създава сложни комбинации.
Въпреки че, основно Накамура е сериозен турнирен играч, той също изпълнява ролята на коментатор или анализатор на партии. Най-известен е на сайта ChessNinja, поддържан от автора на шахматна литература Mig Greengard.

## Шахматна кариера
Като жител на Уайт Плейнс, Ню Йорк, Накамура често участва в седмичния шахматен турнир „Ню Йорк Мастърс“ на шахматен клуб „Маршал“, когото спечелва на няколко пъти.
През април 2004 г. Накамура заема четвърто място в крайното класиране в Б групата на турнира „Корус“ във Вайк ан Зее.
Накамура се класира за световното първенство на ФИДЕ през 2004 г., проведено в Триполи, Либия, където достига до четвъртия кръг, побеждавайки по пътя си гросмайсторите Сергей Волков, Алексей Александров и Александър Ластин, преди да отстъпи на англичанина Майкъл Адамс.
Спечелва през 2005 г. първенството на САЩ, събирайки седем точки от девет партии, за да подели първото място с Алекс Стрипунски, с когото постига реми в третия кръг на състезанието. Накамура побеждана Стрипунски в две плейофни партии по ускорен шахмат, за да вземе титлата и да стане най-младия национален шампион от Фишер насам. Накамура приключва състезанието без загуба и побеждавайки в седмия кръг гросмайстор Грегори Кайданов, тогава състезателят с най-висок рейтинг в САЩ.
След тази победа, Накамура играе мач в Мексико срещу украинския гросмайстор Сергей Карякин, побеждавайки го с 4,5:1,5.
През януари 2007 г. Накамура поделя второ място на турнира „Гибтелеком Мастърс“ в Гибралтар.  Заема първо място на същия турнир следващата година.
През ноември 2008 г. спечелва турнира по ускорен шахмат „Cap d'Agde“, побеждавайки Анатоли Карпов на полуфиналите и Василий Иванчук на финала.